# تيم أرنولد
تيم أرنولد (بالإنجليزية: Tim Arnold)‏ هو صحفي بريطاني، ولد في 1960.